# Ежов, Валентин Иванович (кинодраматург)
Валентин Иванович Ежо́в (21 января 1921, Самара — 8 мая 2004, Москва) — советский и российский киносценарист и педагог. Заслуженный деятель искусств РСФСР (1976). Лауреат Ленинской премии (1961), Государственной премии Российской Федерации (1998). Номинант на премию «Оскар» (1960).

## Биография
Родился 21 января 1921 года в Самаре в семье Ивана и Анны Ежовых. Родители познакомились в самарском госпитале, где Анна Ивановна (в девичестве Маскалина) работала старшей медсестрой. Иван Васильевич был родом из села Белые Колодези Московской области, попал в госпиталь с тяжёлым ранением, полученным в ходе боёв РККА и Чехословацкого корпуса. Выздоровев, он сделал Анне предложение. Первенца назвали в честь Валентина, героя оперы «Фауст». Мальчик появился на свет семимесячным, выхаживать его помогала бабушка.
Когда Валентину было шесть лет, родители переехали в подмосковный город Озёры, затем — в Москву. В 1938 году Ежов окончил десять классов и вскоре был призван в армию. В 1940 году поступил в школу младших авиаспециалистов (ШМАС), с октября 1941 — командир отделения радистов в штабе ВВС Тихоокеанского флота, с сентября 1944 служил в той же должности на отдельной 391-й авиабазе.
После демобилизации в 1945 году подал заявления в два института — на сценарный факультет ВГИКа и на факультет русского языка и литературы в Московский областной пединститут (МОПИ). Два года параллельно обучался в обоих вузах, потом выбрал ВГИК, продолжив посещать и лекции в МОПИ, где также подрабатывал агентом по снабжению. Его преподавателем во ВГИКе вначале был Иосиф Маневич, затем Александр Довженко. Вступил в ВКП(б) в 1951 году.
Стал профессором ВГИКа. Руководил своей сценарной мастерской на Высших курсах сценаристов и режиссёров.
Увлекался игрой на музыкальных инструментах, освоил пианино, балалайку, мандолину, аккордеон.
Скончался 8 мая 2004 года в Москве. Похоронен на Троекуровском кладбище.

## Вклад в искусство
Крупнейшими работами Валентина Ежова стали сценарии фильмов «Баллада о солдате» (1959, совместно с Г. Н. Чухраем), «Белое солнце пустыни» (1970, совместно с Р. М. И. Ибрагимбековым), «Сибириада» (1978, совместно с А. С. Михалковым-Кончаловским). Всего по его сценариям поставлено более пятидесяти полнометражных и короткометражных фильмов. В разное время в качестве сценариста сотрудничал с такими режиссёрами, как Георгий Данелия, Борис Барнет, Марк Донской, Лариса Шепитько, Анджей Вайда.
Написал текст пьес «Соловьиная ночь» (поставлена во МХАТе, МАДТ имени В. В. Маяковского в Москве), «Алёша» (совместно с Р. М. И. Ибрагимбековым), «Выстрел за барханами» (совместно с Ибрагимбековым).

## Семья
Первая жена — Ольга Никитична Ежова, познакомились во время учёбы в МОПИ.
Вторая жена (с 1972 по 1973 год) — актриса Виктория Фёдорова.
Третья жена — писательница Наталия Готовцева.

## Автор сценария
- 1953 — Наши чемпионы, документальный (совместно с М. С. Донским, В. Якубовской, В. И. Соловьёвым)
- 1954 — Чемпион мира (совместно с В. И. Соловьёвым)
- 1955 — Ляна (совместно с Б. В. Барнетом и Л. Е. Корняну)
- 1959 — Баллада о солдате (совместно с Г. Н. Чухраем)
- 1959 — Человек с планеты Земля (совместно с В. И. Соловьёвым)
- 1960 — Золотой дом (совместно с Д. О. Батожабаем и Г. Ц. Цыдынжаповым)
- 1961 — Будь счастлива, Ани! (совместно с Б. Бановым, поставлен в Болгарии)
- 1961 — Своя голова на плечах
- 1963 — Течёт Волга (совместно с Я. А. Сегелем)
- 1965 — Тридцать три (совместно с В. В. Конецким и Г. Н. Данелией)
- 1966 — Крылья (совместно с Н. Б. Рязанцевой)
- 1968 — Мужской разговор (совместно с Вадимом Фроловым)
- 1969 — Дворянское гнездо (по И. С. Тургеневу, совместно с А. С. Михалковым-Кончаловским)
- 1970 — Белое солнце пустыни (совместно с Р. М. И. Ибрагимбековым)
- 1971 — Легенда (совместно с З. Залуским, советско-польская постановка)
- 1972 — Это сладкое слово — свобода! (совместно с В. П. Жалакявичюсом)
- 1975 — Одиннадцать надежд (совместно с Виктором Садовским)
- 1978 — Сибириада (киноповесть, совместно с А. С. Михалковым-Кончаловским)
- 1978 — Всё решает мгновение (совместно с В. А. Садовским и А. С. Салуцким)
- 1978 — Конец игры
- 1979 — Точка отсчёта (киноповесть)
- 1980 — Цветы луговые
- 1980 — Молодость, выпуск 2-й, киноальманах (новелла «Возвращение доктора»)
- 1981 — Александр Маленький (совместно с В. П. Фокиным, Владимиром Ежовым и Ингебургой Кретчмар, СССР-ГДР)
- 1981 — Девушка и Гранд (совместно с Виктором Садовским)
- 1982 — Всё могло быть иначе (совместно с Валерием Жереги)
- 1982 — Красные колокола. Фильм 1. Мексика в огне (совместно с Сергеем Бондарчуком и Антонио Сагуэра, СССР-Италия-Мексика)
- 1982 — Красные колокола. Фильм 2. Я видел рождение нового мира (совместно с Сергеем Бондарчуком и Антонио Сагуэра)
- 1983 — Лунная радуга (совместно с С. И. Павловым и А. Ф. Ермашом)
- 1984 — Первая конная
- 1984 — Клиника, киноальманах (новелла «Хозяин»)
- 1985 — Малиновое вино (совместно с А. Криевсом)
- 1985 — Соперницы (совместно с Владимиром Садовничим)
- 1985 — Поклонись до земли (совместно с Владимиром Любомудровым и Леонидом Осыка)
- 1985 — Дорога к морю
- 1986 — Завещание
- 1986 — Игорь Саввович
- 1987 — Раз на раз не приходится
- 1987 — Ваш специальный корреспондент (совместно с Борисом Клетиничем)
- 1988 — Эсперанса
- 1988 — Земляки (совместно с Александром Мазиковым)
- 1989 — Часовщик и курица
- 1990 — Мария, Мирабела в Транзистории (совместно с Ионом Попеску-Гопо)
- 1990 — Под северным сиянием (совместно с Ацуси Яматоя)
- 1990 — Возвращение багдадского вора (СССР-Индия)
- 1991 — Царь Иван Грозный
- 1991 — Князь Серебряный
- 1991 — Чёрный принц Аджуба (совместно с Юрием Аветиковым, СССР-Индия)
- 1991 — Мой лучший друг — генерал Василий, сын Иосифа
- 1992 — Грех
- 2000 — Доктор Андерсен (совместно с Натальей Хлопецкой)

## Издания
- «Сибириада». Роман, 1993;
- «„Белое солнце пустыни“. Избранные киноповести», 1994;
- «„Баллада о солдате“. Избранные киноповести», 1994;
- «Белое солнце пустыни», Роман, 2001.

## Награды и звания
- Орден «За заслуги перед Отечеством» IV степени (6 июня 2001 года) — за большой вклад в развитие киноискусства[10].
- Орден Октябрьской Революции (23 января 1981 года) — за заслуги в развитии советского киноискусства и в связи с шестидесятилетием со дня рождения[11].
- Орден Трудового Красного Знамени.
- Орден Отечественной войны II степени (6 ноября 1985 года)[12]
- Ленинская премия (1961) — за фильм «Баллада о солдате» (1959) производства киностудии «Мосфильм».
- Государственная премия Российской Федерации в области литературы и искусства 1997 года (6 июня 1998 года) — за художественный фильм «Белое солнце пустыни»[13].
- Заслуженный деятель искусств РСФСР (31 декабря 1976 года) — за заслуги в области советского киноискусства[14].

## Память
В сентябре 2021 года в Москве на Кутузовском проспекте, на доме № 41, где с 1987 по 2004 год жил и работал кинодраматург, открыта мемориальная доска.